# Description des arts et métiers
Description des arts et métiers faites ou approuvées par Messieurs de l’Académie royale des sciences war eine von der Académie royale des sciences herausgegebene Buchreihe über Industrie und Handwerk im 18. Jahrhundert in Frankreich.
Die Description war die bedeutendste und umfangreichste Sammlung dieser Art in Frankreich und eine der ersten derartigen Projekte, die überhaupt durchgeführt wurden. Das Projekt wurde ab 1711 auf Veranlassung Colberts auf den Weg gebracht. Zum Herausgeber wurde der damals 24-jährige René-Antoine Réaumur berufen, der erst kurz vorher in die Akademie gewählt worden war. Sein Nachfolger ab 1757 war der Chemiker und Forstbotaniker Duhamel du Monceau. Eingestellt wurde das Projekt per Dekret des Nationalkonvents vom 8. August 1793, mit dem alle königlichen Akademien verboten wurden. Zu diesem Zeitpunkt umfasste die Serie insgesamt 80 Titel.
An der Produktion der Foliobände waren außer diversen Druckern, Zeichnern, Kupferstechern, renommierte Fachleute und Wissenschaftler, Autoren aus allen Bereichen von Handwerk, Manufaktur und Industrie beteiligt. Zu den Verfassern, die mehrere Bereiche abdeckten zählten neben den beiden Herausgebern, z. B. der Benediktiner und Orgelbauer Dom Bédos, der Experimentalphysiker Abbé Nollet, der Chemiker Antoine François de Fourcroy, der Mathematiker und Astronom Jérôme Lalande, Courtivon, ein hoher französischer Militär, zugleich auch Physiker und Fachmann für Metallverhüttung und -verarbeitung, der Karmeliter Sébastien Truchet, Mathematiker, Fachmann für Hydraulik und Erneuerer der Typographie.
Die einzelnen Monographien sind in der Regel wie folgt gegliedert: Teil 1 enthält eine Beschreibung der verwendeten Rohstoffe, Teil 2 erklärt und dokumentiert die zur Herstellung notwendige Ausstattung und die Werkzeuge. Es folgt eine detailgetreue Beschreibung und Erklärung des Herstellungsprozesses. Werkzeuge, Ausstattung und Arbeitsschritte werden durch Kupferstiche illustriert. In einigen Fällen sind kurze geschichtliche Abrisse des entsprechenden Handwerks und ein Glossar der verwendeten Begriffe hinzugefügt.

## Illustrationen

Der Schneider

An der Illustration der einzelnen Bände waren eine Reihe renommierter Zeichner und Kupferstecher beteiligt, wie z. B.
- Nicolas Berthault († 1785)
- Louis-Jacques Goussier (1722–1799)
- J. B. Guélard (aktiv um 1730)
- Pierre Claude de La Gardette (1743–1780)
- Vincent Le Sueur (1668–1743)
- Pierre Patte (1723–1814)
- André-Jacob Roubo (1739–1791)
- Charles und Louis Simonneau (1654–1727)[3]

Einzelne Bildtafeln hat Diderot in seine Encyclopédie übernommen, ohne die Quelle anzugeben, was zu gerichtlichen Auseinandersetzungen z. B. mit dem Kupferstecher Pierre Patte geführt hat.

## Publikationsgeschichte
Die ersten Lieferungen (Faszikel) erschienen in Paris von 1761 bis 1789 bei wechselnden Druckern in insgesamt 113 Lieferungen, nicht gebunden und im Format Folio. Es ist nicht bekannt, in welcher Auflage die einzelnen Lieferungen gedruckt wurden und wer die Abnehmer waren. Eine Gesamtausgabe des Werks wurde von der Akademie selbst nicht publiziert. Exemplare einzelner Lieferungen finden sich verstreut in wissenschaftlichen Bibliotheken. In einem Katalog der Libraire Desaint, Witwe, befindet sich in dem Buch L’art du fabricant d’étoffes de soie ein  Verzeichnis von 82 der in der Buchhandlung angebotenen Faszikel.
Die erste Gesamtausgabe in 20 Bänden, die Nouvelle édition, wurde J. E. Bertrand  herausgegeben und erschien 1771–1783 im Quartformat in Neuchâtel in der Imprimerie de la Société typographique. Die Kupferstiche wurden aus den Originalen per Pantograf sorgfältig kopiert und verkleinert. Der abschließende 20. Band erschien erst 1798 in Paris bei C. Volland.
Von 1762 bis 1805 erschien eine deutsche Übersetzung in 21 Bänden unter dem Titel „Schauplatz der Künste und Handwerke der vollständige Beschreibung derselben, verfertiget oder gebilliget von denen Herren der Academie der Wissenschaften zu Paris“. Als Herausgeber und Übersetzer waren beteiligt Daniel Justi, Gottfried Schreber, Johann Conrad Harrepeter und Johann Samuel Halle. Die einzelnen Bände erschienen bei verschiedenen Verlagen. Band 16 bis 20 wurden von 1788 bis 1795 von dem Berliner Verlag Pauli publiziert. 1805 kam der letzte Band im Verlag Palm in Erlangen heraus, mit ausschließlich Beiträgen deutscher Autoren.
2010 brachte Kessinger Publishing eine Fassung von 818 Seiten Umfang innerhalb der Reihe Kessinger’s Legacy Reprints heraus.